# 8698 Бертілпеттерссон
8698 Бертілпеттерссон (8698 Bertilpettersson) — астероїд головного поясу.
Тіссеранів параметр щодо Юпітера — 3,305.